# ويليام سايمور
ويليام سايمور (بالإنجليزية: William Seymour)‏ هو قاضي ومحامي وسياسي أمريكي، ولد في 22 فبراير 1775 في واتربوري في الولايات المتحدة، وتوفي في 28 ديسمبر 1848. حزبياً، نشط في الحزب الديمقراطي. وقد انتخب عضو مجلس النواب الأمريكي.